# Leuwinutug
Leuwinutug is een bestuurslaag in het regentschap Bogor van de provincie West-Java, Indonesië. Leuwinutug telt 15.929 inwoners (volkstelling 2010).